# Montfaucon, Gard
Montfaucon là một xã trong vùng Occitanie. Xã Montfaucon, Gard nằm ở khu vực có độ cao từ 23-68 mét trên mực nước biển.